# Сиротюк Микола Йосипович
Мико́ла Йо́сипович Сиротю́к  ( 9 липня 1915, село Теклівка, нині Крижопільського району Вінницької області — 20 жовтня 1984, Київ) — український літературознавець, письменник.

## Біографічна довідка
М. Й. Сиротюк народився 9 липня 1915 року в с. Теклівка Подільської губернії.
В 1941 році закінчив Одеський державний університет.
Учасник Другої світової війни. Нагороджений медалями.
У повоєнний час вчителював, навчався в аспірантурі Одеського педагогічного інституту.
В 1953 році захистив дисертацію «Микола Трублаїні (життя і творчість)» на здобуття наукового ступеня кандидата філологічних наук.
До 1956 року працював на кафедрі української літератури Одеського державного педагогічного інституту імені К. Д. Ушинського.
Протягом 1955—1966 років був співробітником, старшим науковим співробітником Інституту літератури імені Т. Г. Шевченко Академії Наук УРСР. До 1968 року завідував кафедрою в Київському інституті театрального мистецтва ім. І. К. Карпенко-Карого.
В 1963 році захистив дисертацію «Український радянській історичний роман. Проблема історичної і художньої правди» і здобув науковий ступінь доктора філологічних наук. Згодом присвоєно вчене звання професора.
В 1968—1977 роках обіймав посаду професором кафедри української літератури Київського державного університету ім. Т. Г. Шевченко.
Член Спілки письменників України з 1953 року.
Помер 20 жовтня 1984 року в Києві.

## Наукова та творча діяльність
Основні наукові праці присвячені українській літературі радянської доби. Вивчав творчість І. Ле, П. Загребельного, І. Микитенка, П. Панча, М. Трублаїні, З. Тулуб та інших. Автор понад 100 наукових праць

#### Наукові праці
- Листи Миколи Трублаїні (публікація)/ М. Й. Сиротюк.// Наукові записки Одеського державного педагогічного інституту ім. К. Д. Ушинського. — 1956. — Т. ХІ.Випуск історико-філологічний. — С. 91 — 100.
- Українська історична проза за 40 років/ М. Й. Сиротюк. — К.: Радянський письменник, 1958. — 335 с.
- Іван Микитенко: життя і творчість/ М. Й. Сиротюк. — К.: Держлітвидав, 1959. — 195 с.
- Зінаїда Тулуб: літературно-критичний нарис / М. Й. Сиротюк. — Одеса: Радянський письменник, 1968. — 229 с.

### Художні твори
Збірка оповідань «На дорогах тернистих» (1961 р.); романи «Побратався сокіл» (1964 р.), «Забіліли сніги» (1975 р.); «Великий Благовіст» (1983 р.); повість «Серце кликало» (1971 р.) та інші.